# Michel Ferreira dos Santos
Michel Ferreira dos Santos, meglio noto solo come Michel (Rio de Janeiro, 22 marzo 1990), è un calciatore brasiliano, centrocampista del São Gonçalo EC.

## Caratteristiche tecniche
È un mediano.

## Statistiche

### Presenze e reti nei club
Statistiche aggiornate al 21 novembre 2017.
| Stagione                  | Squadra                   | Campionato                | Campionato | Campionato | Coppe nazionali | Coppe nazionali | Coppe nazionali | Coppe continentali | Coppe continentali | Coppe continentali | Altre coppe | Altre coppe | Altre coppe | Totale | Totale | Totale |
| Stagione                  | Squadra                   | Comp                      | Pres       | Reti       | Comp            | Pres            | Reti            | Comp               | Pres               | Reti               | Comp        | Pres        | Reti        | Pres   | Reti   |        |
| ------------------------- | ------------------------- | ------------------------- | ---------- | ---------- | --------------- | --------------- | --------------- | ------------------ | ------------------ | ------------------ | ----------- | ----------- | ----------- | ------ | ------ | ------ |
| 2011                      | Porto Alegre              | GAU                       | 9          | 0          | CB              | 0               | 0               |                    | -                  | -                  |             | -           | -           | 9      | 0      |        |
| 2011                      | Madureira                 | C+CAR                     | 2+0        | 0          | CB              | 1               | 0               |                    | -                  | -                  |             | -           | -           | 2      | 0      |        |
| 2012                      | Madureira                 | C+CAR                     | 13+6       | 0          | CB              | 0               | 0               |                    | -                  | -                  |             | -           | -           | 19     | 0      |        |
| Totale Madureira          | Totale Madureira          | Totale Madureira          | 21         | 0          |                 | 1               | 0               |                    | -                  | -                  |             | -           | -           | 22     | 0      |        |
| 2013                      | Guarani de Palhoça        | CAT                       | 17         | 1          | CB              | 0               | 0               |                    | -                  | -                  |             | -           | -           | 17     | 1      |        |
| 2014                      | Grêmio Novorizontino      | PAU3                      | 17         | 4          | CB              | 0               | 0               |                    | -                  | -                  |             | -           | -           | 17     | 4      |        |
| 2014                      | Guarani de Palhoça        | D+CAT2                    | 7+0        | 2+0        | CB              | 0               | 0               |                    | -                  | -                  |             | -           | -           | 7      | 2      |        |
| 2015                      | Guarani de Palhoça        | CAT                       | 14         | 2          | CB              | 0               | 0               |                    | -                  | -                  |             | -           | -           | 14     | 2      |        |
| Totale Guarani de Palhoça | Totale Guarani de Palhoça | Totale Guarani de Palhoça | 38         | 5          |                 | 0               | 0               |                    | -                  | -                  |             | -           | -           | 38     | 5      |        |
| 2015                      | Camboriú                  | CAT2                      | 10         | 5          | CB              | 0               | 0               |                    | -                  | -                  |             | -           | -           | 10     | 5      |        |
| 2016                      | Grêmio Novorizontino      | PAU                       | 8          | 4          | CB              | 0               | 0               |                    | -                  | -                  |             | -           | -           | 8      | 4      |        |
| Totale Gr. Novorizontino  | Totale Gr. Novorizontino  | Totale Gr. Novorizontino  | 25         | 8          |                 | 0               | 0               |                    | -                  | -                  |             | -           | -           | 25     | 8      |        |
| 2016                      | Atl. Goianiense           | B+GOI                     | 35+0       | 4+0        | CB              | 0               | 0               |                    | -                  | -                  |             | -           | -           | 35     | 4      |        |
| 2017                      | Grêmio                    | A+GAU                     | 23+9       | 5+1        | CB              | 6               | 0               | CL                 | 11                 | 0                  | PL          | 1           | 0           | 50     | 6      |        |
| Totale carriera           | Totale carriera           | Totale carriera           | 170        | 28         |                 | 7               | 0               |                    | 11                 | 0                  |             | 1           | 0           | 189    | 28     |        |

## Palmarès

### Club

#### Competizioni statali
- Campeonato Paulista Série A3: 1

Grêmio Novorizontino: 2014
- Campionato Gaúcho: 1

Grêmio: 2018

#### Competizioni nazionali
- Campionato brasiliano di seconda divisione: 1

Atlético Goianiense: 2016

#### Competizioni internazionali
- Coppa Libertadores: 1

Grêmio: 2017
- Recopa Sudamericana: 1

Grêmio: 2018